# ماركوس دانيلو باديليا
ماركوس دانيلو باديليا (31 يوليو 1985 – 29 نوفمبر 2016)، المعروف ببساطة باسم دانيلو، كان لاعب كرة قدم برازيلي وكان يلعب لصالح نادي شابيكوينسي كحارس مرمى. كان دانيلو، وناديه، على متن رحلة خطوط لاميا الجوية 2933 عندما تحطمت في كولومبيا في 28 نوفمبر 2016. نجا دانيلو في البداية من الحادث ولكنه توفي في اليوم التالي بمستشفى في لا سيخا.

## وصلات خارجية
- ماركوس دانيلو باديليا على موقع قاعدة بيانات كرة القدم.إي يو (الإنجليزية)
- ماركوس دانيلو باديليا على موقع Soccerway.com (الإنجليزية)